# Jorge Blanco Álvarez
Jorge Blanco Álvarez (León, 15 de julio de 1993) es un deportista español que compite en atletismo, especialista en las carreras de fondo y de maratón.
Ganó una medalla de plata en el Campeonato Europeo de Atletismo en Ruta de 2025, en la prueba de media maratón por equipo. Fue campeón de España de maratón en 2022.

## Palmarés internacional
| Campeonato Europeo en Ruta | Campeonato Europeo en Ruta | Campeonato Europeo en Ruta | Campeonato Europeo en Ruta |
| Año                        | Lugar                      | Medalla                    | Prueba                     |
| -------------------------- | -------------------------- | -------------------------- | -------------------------- |
| 2025                       | Bruselas/Lovaina (Bélgica) | Medalla de plata           | Media maratón por equipo   |